# Feodora zu Leiningen

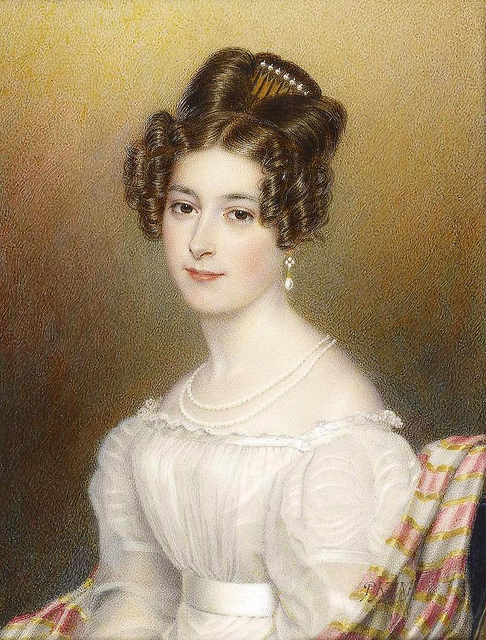
księżna Feodora

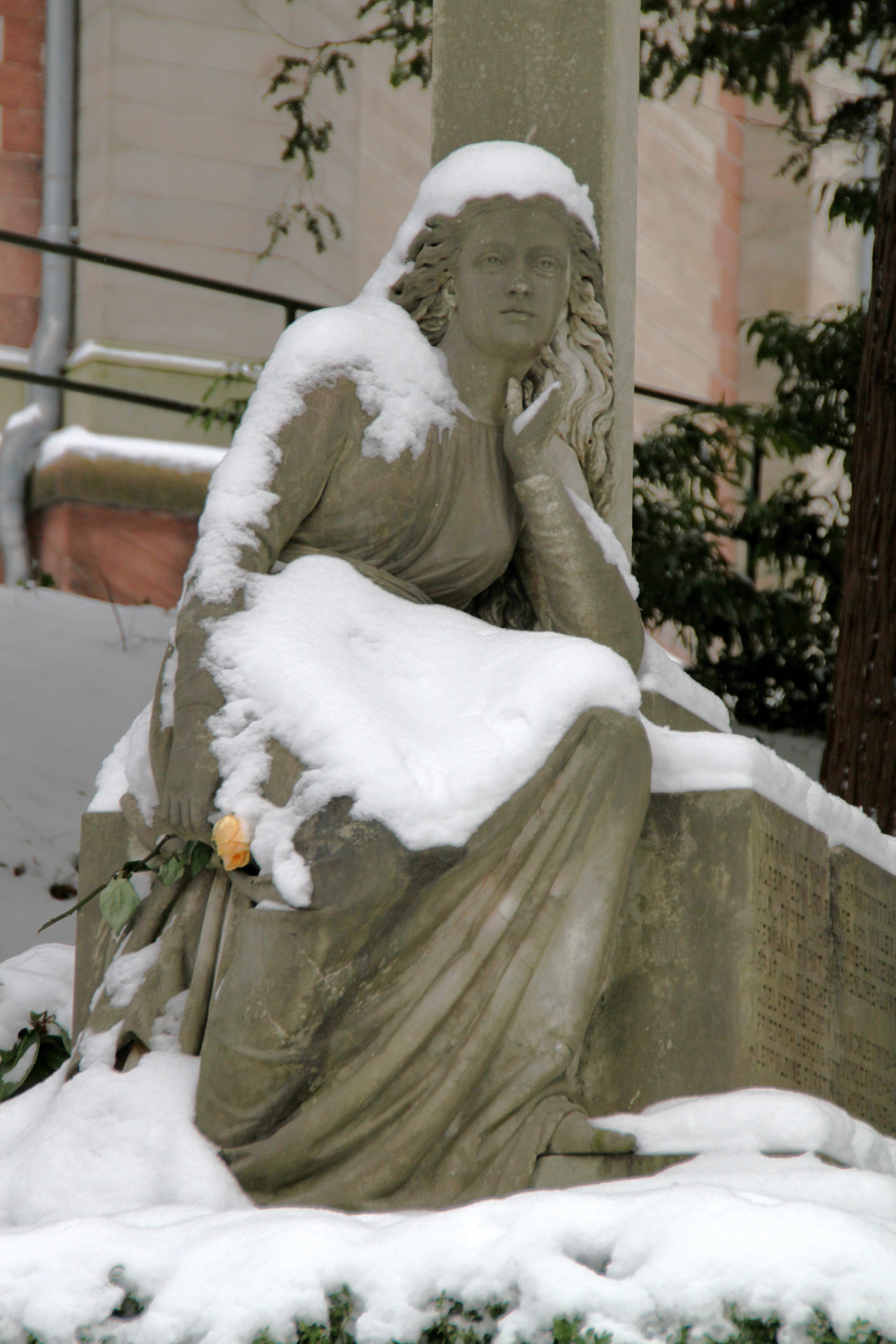
Pomnik nagrobny na głównym cmentarzu Baden-Baden

Anna Feodora Augusta Charlotte Wilhelmine zu Leiningen (ur. 7 grudnia 1807 w Amorbach, zm. 23 września 1872 w Baden-Baden) – niemiecka arystokratka, księżniczka zu Leiningen i poprzez małżeństwo księżna Hohenlohe-Langenburg (państwa w 1801 zmediatyzowanego przez Wirtembergię).
Urodziła się jako córka księcia zu Leiningen Enicha Carla i jego drugiej żony, księżnej Wiktorii. Po śmierci ojca Feodory jej matka wzięła ślub ze swoim drugim mężem – synem króla Zjednoczonego Królestwa Wielkiej Brytanii i Irlandii Jerzego III, księciem Kentu Edwardem Augustem. Rodzonym bratem Feodory był premier rządu parlamentu frankfurckiego Karl zu Leiningen, natomiast przyrodnią siostrą królowa Zjednoczonego Królestwa Wielkiej Brytanii i Irlandii Wiktoria.
18 lutego 1828 poślubiła księcia Hohenlohe-Langenburg Ernesta I. Para miała sześcioro dzieci:
- księcia Karla Ludwiga Wilhelma Leopolda (1829–1907), kolejnego księcia Hohenlohe-Langenburg
- księżniczkę Elise Adelheid Victorie Amalie Auguste Luise Johannę (1830–1851)
- Hermanna Ernsta Franza Bernharda VI (1832–1913), również przyszłego księcia Hohenlohe-Langenburg
- księcia Viktora Ferdinanda Franza Eugena Gustava Adolfa Constantina Friedricha (1833–1911)
- Adelheid Victorie Amalie Louise Marię Konstanze (1835–1900), przyszłą księżną Szlezwiku i Holsztynu, matkę ostatniej niemieckiej cesarzowej Augusty Wiktorii
- Feodorę zu Hohenlohe-Langenburg(inne języki) (1839–1872), przyszłą księżną Saksonii-Meiningen i Hildburghausen